# Beaumont-en-Beine
Beaumont-en-Beine är en kommun i departementet Aisne i regionen Hauts-de-France i norra Frankrike. Kommunen ligger  i kantonen Chauny som ligger i arrondissementet Laon. År 2022 hade Beaumont-en-Beine 172 invånare.

## Befolkningsutveckling
Antalet invånare i kommunen Beaumont-en-Beine
Referens: INSEE